# Kopargaon
Kopargaon ist eine Stadt im indischen Bundesstaat Maharashtra.
Die Stadt ist Teil des Distrikts Ahmednagar. Kopargaon hat den Status eines Municipal Council. Die Stadt ist in 26 Wards gegliedert. Sie hatte am Stichtag der Volkszählung 2011 insgesamt 65.273 Einwohner, von denen 33.222 Männer und 32.051 Frauen waren. Hindus bilden mit einem Anteil von über 74 % die größte Gruppe der Bevölkerung in der Stadt gefolgt von Muslimen mit über 19 %. Die Alphabetisierungsrate lag 2011 bei 85,08 % und damit deutlich über dem nationalen Durchschnitt.